# Scuderia Toro Rosso STR13
A Scuderia Toro Rosso STR13 egy Formula–1-es versenyautó, amelyet a Scuderia Toro Rosso tervezett és gyártott a 2018-as Formula–1 világbajnokságra. Pilótái a francia Pierre Gasly és az új-zélandi Brendon Hartley voltak. Ez volt az első Honda-motorral szerelt autója a csapatnak.

## Tervezése
2017 szeptemberében a McLaren bejelentette, hogy az év végével szerződést bont a Hondával, mint motorszállítóval. A Renault-val tárgyaltak, a gyártó azonban kijelentette, hogy a gyári csapata, a Red Bull, és a Toro Rosso mellett nincs kapacitása arra, hogy ellásson egy negyedik csapatot is. Kapóra jött azonban, hogy a Toro Rosso és a Renault között igencsak elmérgesedett a viszony, köszönhetően azért, mert az elmúlt években úgy találták, a Renault a saját gyári csapatát látható előnyben részesíti, éspedig az ő kárukra. Így megvolt az alibi arra, hogy a Toro Rosso és a Renault motorbeszállítót cseréljen. A Hondával 2021-ig írták alá megállapodásukat.
Eleinte voltak hangok, akik a Hondával való partnerséggel kapcsolatban szkeptikusak voltak, hiszen a gyártó és a McLaren három katasztrofális éven voltak túl, főként a csapnivaló megbízhatóság miatt. Ehhez képest már az első héten több kört tettek meg a téli teszten, mint a McLaren az előző évben az egészen, és ráadásul hiba nélkül.
Külsőre a Toro Rosso sokat változott. Festése a Red Bull Colát idézően metálkék-ezüst-piros lett, és megkapta az abban az évben kötelezően bevezetett "glóriát".

## A szezonról
A csapat új autója a 2018-as Formula–1 ausztrál nagydíjon debütált, nem túl sikeresen. Gasly az utolsó pozíciót szerezte meg a szezonnyitón, míg csapattársa, Hartley a 16. helyről vágott neki a futamnak. Másnap a verseny sem indult és végződött túl jól a faenzai csapatnál. A francia versenyző már a 7. körben feladásra kényszerült, amikor az új erőforrást jelentő motor megadta magát. Ennek oka egy rázókő eltalálása következtében történt MGU-H egységmeghibásodás volt, ami a Hondának mindig is kritikus pontja volt. Hartley bár végigment, mégis csak a 15. helyet szerezte meg, hiszen a mögötte lévők kiestek. A Honda azt monda, hogy a problémás MGU-H még az előző évi volt, az új ugyanis nem készült el időben, és ez a hiba javításra fog kerülni. Ez meg is történt: a szezon második futama egyfajta felüdülés volt a borzalmas kezdet után. A verseny előtt mind a két autóban kicserélték az Ausztráliában használt motorokat, Gaslynak kényszerből, Hartleynak a gyenge motorereje miatt. Gasly az időmérőn hatodik, a versenyen negyedik lett, amely eredmény a Honda legjobbja lett a 2015-ös visszatérés óta.
Az ígéretes kezdést nem követték hasonlóan bravúros eredmények. Kanadában bevetették a 2-es számú erőforrást, amely elsősorban a motorerőt növelte, a megbízhatósággal nem kellett törődniük. Valóban volt is egy körülbelül fél másodperces előrelépés, ugyanakkor nagy javulás nem volt - ennek oka nem is annyira a motor volt, hanem a kasztni. A Red Bullt mindenesetre eddigre meggyőzte a teljesítmény, és ez is azt erősítette meg bennük, hogy a Renault-motorokat ők is váltsák le. A belga és a magyar futamokon nyújtott jó teljesítmény, valamint az olasz pályán való kiemelkedő tempó láttán az elemzők szerint a Honda és a renault egy szinten voltak.
Oroszországban mutatták be a 3-as számú erőforrást, mely rengeteg változtatást hozott magával, de a versenyen élesben nem vetették be, mert a váltóval nehezen működött együtt és meghibásodás kockázatát rejtő vibrációt generált. Így végül csak a következő, japán versenyen vetették be ténylegesen, nem szabadedzésen. A versenyre a hatodik és a hetedik helyen kvalifikáltak.
A csapat az év végén mégis csak a kilencedik helyen végzett a bajnokságban. Ennek egyik oka az volt, hogy Hartley egész évben mindössze négy pontot szerzett, amellyel csalódást okozott; Gasly pedig később nem tudta megismételni a bahreini bravúrt, még ha rendszeres pontszerző is maradt.

## Eredmények
| Év   | Csapat              | Motor            | Abroncs | Versenyző       | Versenyek | Versenyek | Versenyek | Versenyek | Versenyek | Versenyek | Versenyek | Versenyek | Versenyek | Versenyek | Versenyek | Versenyek | Versenyek | Versenyek | Versenyek | Versenyek | Versenyek | Versenyek | Versenyek | Versenyek | Versenyek | Pont | Helyezés | Pontok | Konstruktőri helyezés |
| Év   | Csapat              | Motor            | Abroncs | Versenyző       | AUS       | BHR       | CHN       | AZE       | ESP       | MON       | CAN       | FRA       | AUT       | GBR       | GER       | HUN       | BEL       | ITA       | SIN       | RUS       | JPN       | USA       | MEX       | BRA       | ABU       | Pont | Helyezés | Pontok | Konstruktőri helyezés |
| 2018 | Scuderia Toro Rosso | Honda RA618H 1.6 | Pirelli |                 |           |           |           |           |           |           |           |           |           |           |           |           |           |           |           |           |           |           |           |           |           |      |          |        |                       |
| 2018 | Scuderia Toro Rosso | Honda RA618H 1.6 | Pirelli | Pierre Gasly    | Ki        | 4         | 18        | 12        | Ki        | 7         | 11        | Ki        | 11        | 13        | 14        | 6         | 9         | 14        | 13        | Ki        | 11        | 12        | 10        | 13        | Ki        | 29   | 15.      | 33     | 9.                    |
| 2018 | Scuderia Toro Rosso | Honda RA618H 1.6 | Pirelli | Brendon Hartley | 15        | 17        | 20†       | 10        | 12        | 19†       | Ki        | 14        | Ki        | Ki        | 10        | 11        | 14        | Ki        | 17        | Ki        | 13        | 9         | 14        | 11        | 12        | 4    | 19.      | 33     | 9.                    |

Megjegyzés:
- † – Nem fejezte be a futamot, de rangsorolva lett, mert teljesítette a versenytáv 90%-át.